# الإسلام في كشمير

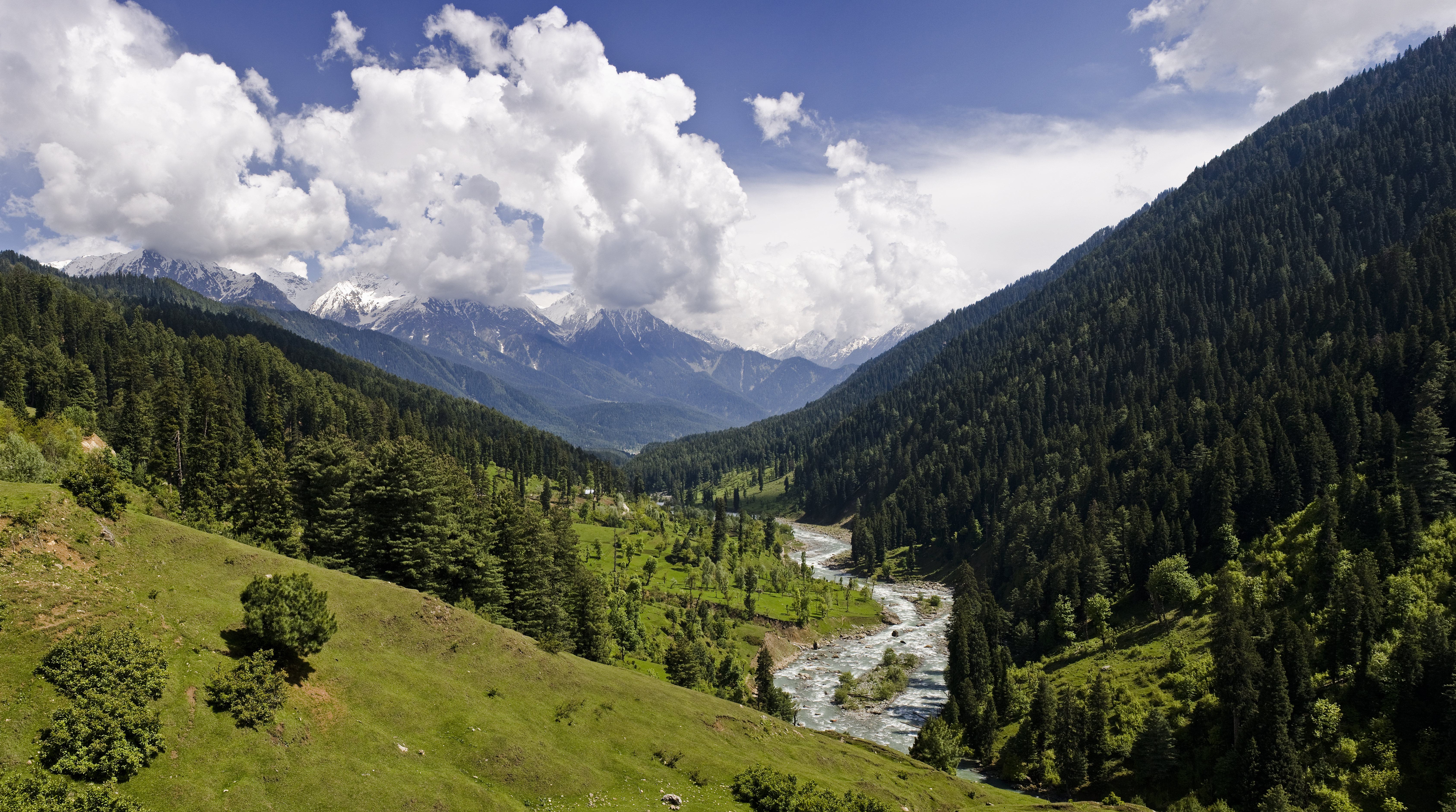
وادي باهلجام، كشمير

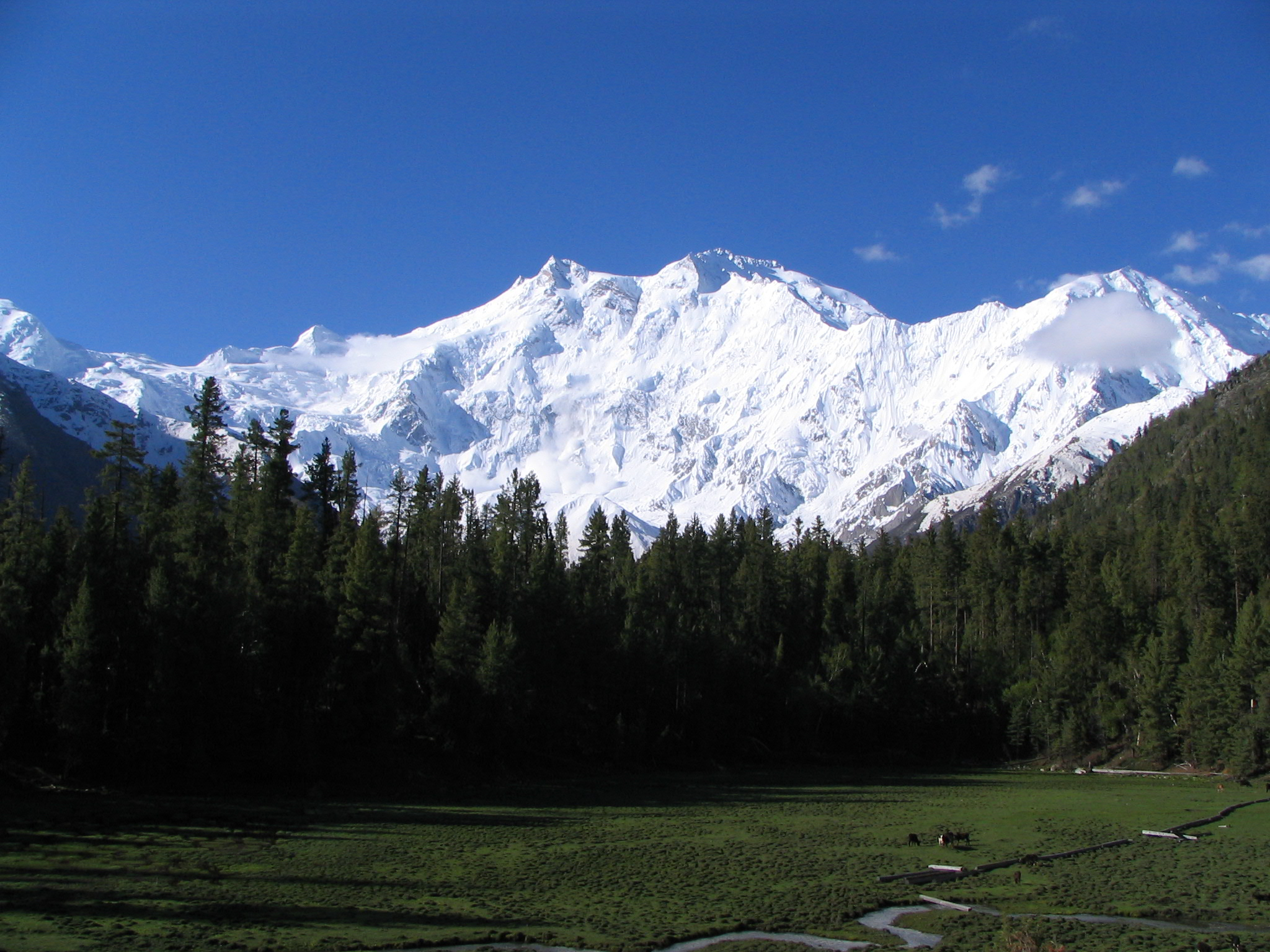
نانجال باربات في كشمير، تاسع أطول جبال العالم، ويقع في الطرف الغربي لسلسلة جبال الهيمالايا.

الإسلام هو دين الأغلبية الذي يُمارس في كشمير، حيث يعتبر 97.16% من سكان المنطقة مسلمين حسب احصائيات 2014، وجاء الدين إلى المنطقة مع وصول مير سيد علي شاه همداني، وهو واعظ صوفي مسلم من آسيا الوسطى وبلاد فارس، بداية من أوائل القرن الرابع عشر، وغالبية المسلمين الكشميريين هم من المسلمين السنة، ويمثل الشيعة ما بين 20% إلى 25% من السكان المسلمين، الذين يقيم معظمهم في شمال ووسط كشمير، ويشيرون إلى أنفسهم باسم "كوشور" في لغتهم الأم، يشمل المسلمون غير الكشميريين في كشمير رعاة البقر والرعاة شبه الرحل، الذين ينتمون إلى مجتمعات 𝙂𝙪𝙟𝙟𝙖𝙧𝙨 وباكاروال.

## التطور التاريخي

### الفترة المبكرة من الاتصال الإسلامي
تعرضت مملكة كشمير خلال القرن الثامن لعدة هجمات تهدف إلى غزوها، من قبل العرب الذين استقروا في السند (711-13 م)، تحت قيادة محمد بن القاسم، ولكن تم استدعاء محمد بن القاسم من قبل الخليفة الأموي إلى دمشق، وتوقف الغزو المحتمل، وفي عهد الخليفة هشام بن عبدالملك (724-43م)، سار العرب مرة أخرى نحو كشمير بقيادة الوالي جنيد الطموح (724–60 م)، ومع ذلك، لم يكن هذا النصر حاسمًا حيث قام العرب بمحاولات أخرى للغزو، لكن لاليتاديتيا تمكنت من وقف مد هذه التقدمات، المحاولة الأخيرة لغزو مملكة كشمير كانت على يد هشام بن عمرو التغلبي، حاكم السند، الذي عينه الخليفة المنصور (754-75 م)، وعلى الرغم من وصوله إلى المنحدرات الجنوبية لجبال الهيمالايا، والتي كانت جزءًا من مملكة كشمير، إلا أنه فشل في دخول الوادي واحتلاله.
وبعد العرب، كان الغزنويون هم الذين حاولوا احتلال كشمير، هزم محمود الغزنوي رجا جايبال (1002 م)، حاكم وايهاند (بالقرب من بيشاور، في باكستان الحديثة)، كما تعرض أناندبال، ابن جايبال وخليفته، لهزيمة ساحقة على يد محمود عام 1009م، وتوفي بعد سنوات قليلة، ناشد تريلوشانبالا، ابن أناندبال، الذي اقتصر نفوذه الآن فقط على سلسلة جبال الملح، سامغراماراجا (1003–28 م)، ملك كشمير، للمساعدة ضد محمود، تم إرسال فرقة كبيرة من الجيش من قبل Samgramaraja، الذي انضم إلى قوات Trilochanpala، لكن قواتهم المشتركة هُزمت على يد محمود في عام 1014م، وتقدم محمود نحو كشمير وحاول دخول المملكة عبر ممر توشاميدان، تم التحقق من تقدمه من خلال قلعة لوهاركوت القوية التي حاصرها لمدة شهر، وبسبب تساقط الثلوج بغزارة، مما أدى إلى قطع اتصالات محمود، اضطر إلى التراجع، ومع ذلك، شرع السلطان مرة أخرى في غزو كشمير في سبتمبر وأكتوبر 1021م، لكنه اضطر مرة أخرى إلى التراجع بسبب سوء الأحوال الجوية.

### إقامة حكم المسلمين واعتناق الإسلام
بعد محاولات السلطان محمود للغزو، ظلت كشمير غير متأثرة بالغزوات التي كانت تستهدف سهول الهند، حتى عام 1320م، وحكم اللوهاراس (1003-1320م) خلال هذه الفترة، وكان آخر السلالات الهندوسية في كشمير، وفي ربيع عام 1320، قام زعيم مغولي يُدعى زولجو بغزو كشمير عبر طريق وادي جيلوم، حاول سوهاديفا (1301–20 م)، آخر حكام لوهاراس، تنظيم المقاومة، لكنه فشل بسبب عدم شعبيته بين الجماهير، وكان سبب عدم الشعبية هذا هو الابتزاز المالي وسوء الحكم العام الذي ساد خلال فترة نهاية أسرة لوهارا، أحدث غزو زولجو الفوضى وهرب سوهاديفا إلى كيشتوار، واستغل رينشانا، ابن زعيم لاداخي، الذي عينه راماتشاندرا (رئيس وزراء كشمير) لفرض القانون والنظام، حالة الفوضى هذه وتسبب في مقتل راماتشاندرا، واحتل عرش كشمير بحلول نهاية عام 1320، وحكم حتى وفاته عام 1323م، ومن أجل الحصول على قبول الكشميريين، تزوج من كوتا راني، ابنة راماتشاندرا، وأنجب راوانشاندرا (ابن راماتشاندرا)، قائده الأعلى.
تحول رينشان إلى الإسلام بعد اتصاله بالسيد شرف الدين، الواعظ الصوفي المعروف باسم بلبل شاه، الذي جاء إلى كشمير في عهد سوهاديفا، وغير اسمه إلى السلطان سردار الدين شاه بعد اعتناقه الإسلام، وبذلك أصبح أول حاكم مسلم لكشمير، وبعد إسلام رينشان، أصبح قائده الأعلى مسلمًا أيضًا، وقد أكسبتها الرعاية الملكية للإسلام معتنقين جدد، ووفقًا لأحد المصادر، اعتنق العديد من الكشميريين عقيدة بلبل شاه.
اتسمت الفترة التي أعقبت وفاة السلطان سردار الدين بالفوضى والصراع على السلطة، وأصبح اودياناديفا، شقيق سوهاديفا، الحاكم بعد اتفاق بين النبلاء، ومع ذلك، أثبت عدم كفاءته، وكان كوتا راني هو الحاكم الافتراضي، بعد فترة وجيزة من اعتلاء أودياناديفا العرش، هاجم زعيم قبلي أجنبي كشمير، ولكن تم صد الغزاة وهزيمتهم بنجاح، ومع ذلك سقطت الإدارة مرة أخرى في حالة من الفوضى، وفر أودياناديفا من البلاد على مرأى من الجميع، وفقد هيبته في نظر النبلاء. توفي سنة 1338م وتولى كوتا راني العرش، لكن شاه مير النبيل الذي عينته سوهاديفا سابقًا، كان لديه طموحات أخرى فنشبت معركة بينه وبين كوتا راني، وفي عام 1339 م، استولى شاه مير على العرش.
حكمت الأسرة الشهميري (1339- 1561م)، التي أسسها السلطان شاه مير، كشمير لمدة 222 عامًا، وقام العديد من الصوفيين بما في ذلك بلبل شاه وشاه حمدان ونوند ريشي بنشر الإسلام في الوادي من خلال أيديولوجياتهم الصوفية المعتدلة.

## عهد إسكندر شاه مير
من المعروف أن ألكسندر شاه كان يلجأ إلى سياسة أسلمة النخبة، الأمر الذي مهد الطريق لتغيير لا رجعة فيه إلى حد كبير في مرحلة ما بعد اسيكندر كشمير.
أنهى عهده ثقافة التوفيق والتسامح التي طال أمدها في كشمير، بالتزامه الصارم بالشريعة، اضطهد السكان الهندوس الكشميريين. وتم حظر الموسيقى والرقص والقمار والمسكرات وغيرها وتم إنشاء مكتب شيخ الإسلام لتنفيذ هذه القواعد، وتحويل البراهمة قسراً، وتدمير مزارات العبادة الهندوسية والبوذية، وتطهير الأدب السنسكريتي، وفُرضت الجزية على أولئك الذين اعترضوا على إلغاء <i id="mwfQ">الفارناس</i> الوراثي، وتم حظر العلامات الطبقية.

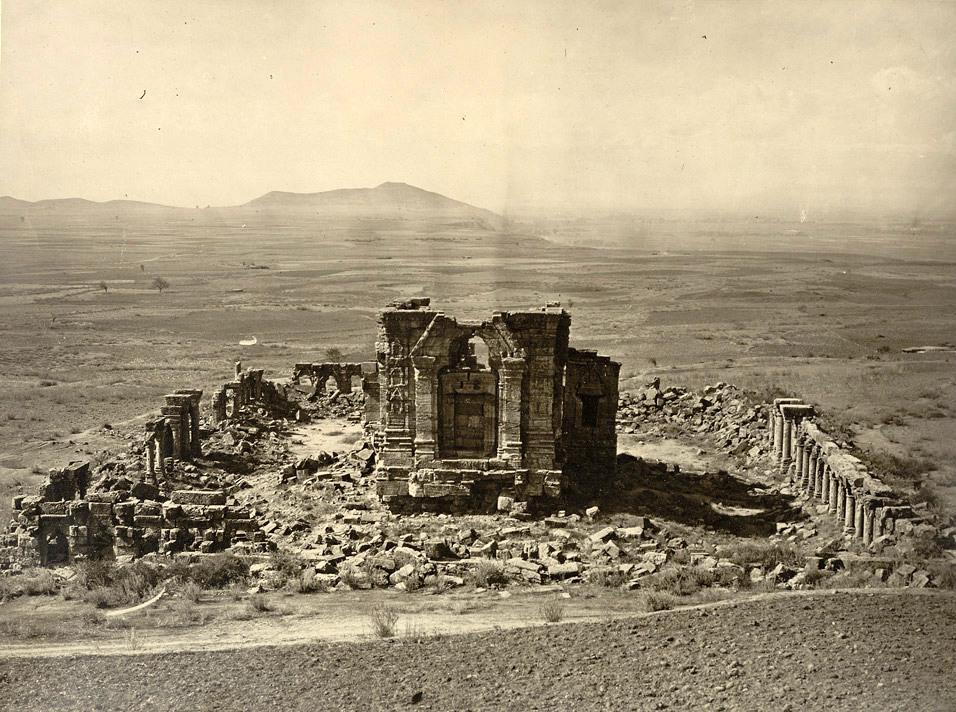
أطلال معبد الشمس مارتاند، الذي دمره اسيكندر، (الأضرار الجسيمة التي تظهر في الصورة هي أيضًا نتاج لعدة زلازل؛ الصورة التقطها جون بيرك في عام 1868).

### الدوافع والتحليل
بناءً على قراءة أدبية لراجاتارانجيني، يُعزى حماس اسيكندر وراء أسلمة المجتمع إلى الداعية الصوفي مير محمد همداني (𝙍.𝘼) (أو السيد همداني) الذي وصل إلى المنطقة من هوتالان (طاجيكستان الحالية) وبقي لمدة حوالي 12 عامًا كان يدعو إلى إنشاء مجتمع متجانس يقوم على الإسلام كقاسم مشترك،  وكان السيد همداني أحد المنفيين الذين طردهم الأمير تيمور، ورافقه نحو 700 من أتباعه إلى كشمير، يُعتقد أن محامي اسيكندر، وهو من اعتناق البراهمان الجدد، ولعب الدور التوجيهي في تنفيذ تلك السياسات الأرثوذكسية الإقصائية من خلال "تحريض" السلطان، واعتبر الأحباب اسيكندر أنبل حاكم طهر كشمير من جميع الزنادقة والكفار تحت تأثير همداني.
يرفض كل من شيتراليخا زوتشي و ريتشاردج، سالومون وآخرون وجود دوافع دينية وراء تصرفات اسكندر ويدعوون إلى قراءة سياقية دقيقة لـ راجاتار انجيني، حيث تم تكليفه من قبل خليفته، راغبًا في إعادة النخبة البراهمية إلى الحاضنة الملكية، وسعى إلى ترسيخ اللغة السنسكريتية كجزء لا يتجزأ من عالم اللغات العامية في السلطنة العالمية،  وكانت سياسات اسيكندر تسترشد بالسياسة الواقعية كما هو الحال مع الحكام الهندوس السابقين، فكانت محاولة لتأمين الشرعية السياسية من خلال تأكيد سلطة الدولة على البراهمة والوصول إلى الثروة التي تسيطر عليها المؤسسات البراهمية.
ولا يتفق والتر سلاج، جزئيًا، مع طقوس التدمير التفاضلية التي قام بها الملوك الهندوس والمسلمون، حيث يجعل الأخير المواقع تحديداً غير صالحة للعمل لفترة طويلة من الزمن بسبب التلوث الهائل، لكنه يخلص إلى أن المعارضة الشرسة للهندوس للحكام المسلمين (بما في ذلك اسيكندر) نشأ في المقام الأول من نفورهم من التفكك البطيء للمجتمع الطبقي تحت التأثير الإسلامي.
ويرفض الباحثون المتطرفون روايات الاضطهاد، ويزعمون أن مؤرخي "البراهمة" متحيزون بشكل غاشم بالإضافة إلى صنع الأساطير النابعة من غيرتهم لفقدان الهيمنة الاجتماعية والاقتصادية، ومع ذلك، فإن عدد عمليات القتل البراهمي والتحويلات القسرية لا يدعم هذه الفرضية.

## ملحوظات
1. ↑  Suhabhatta's daughter was also married off to Mir Hamadani.